# Nymphalis polychloros
Nymphalis polychloros (Linnaeus, 1758) è un lepidottero diurno appartenente alla famiglia Nymphalidae, diffusa in Eurasia e Nordafrica.

## Descrizione
Nymphalis polychloros ha un'apertura alare di 68–72 millimetri (2,7–2,8 in) per i maschi, e di 72–75 millimetri (2,8–3,0 in) per le femmine. Queste farfalle di dimensioni modeste hanno ali di colori che vanno dall'arancio al rosso con macchie nere e gialle sbiadite, con margine dell'ala marrone scuro. Il bordo scuro delle ali inferiori è decorato con lunule bluastre. La parte inferiore dell'ala è marrone grigiastro. La specie non presenta dimorfismo sessuale.
Questa specie ricorda molto la vanessa dell'ortica (Aglais urticae), che è però più piccola.

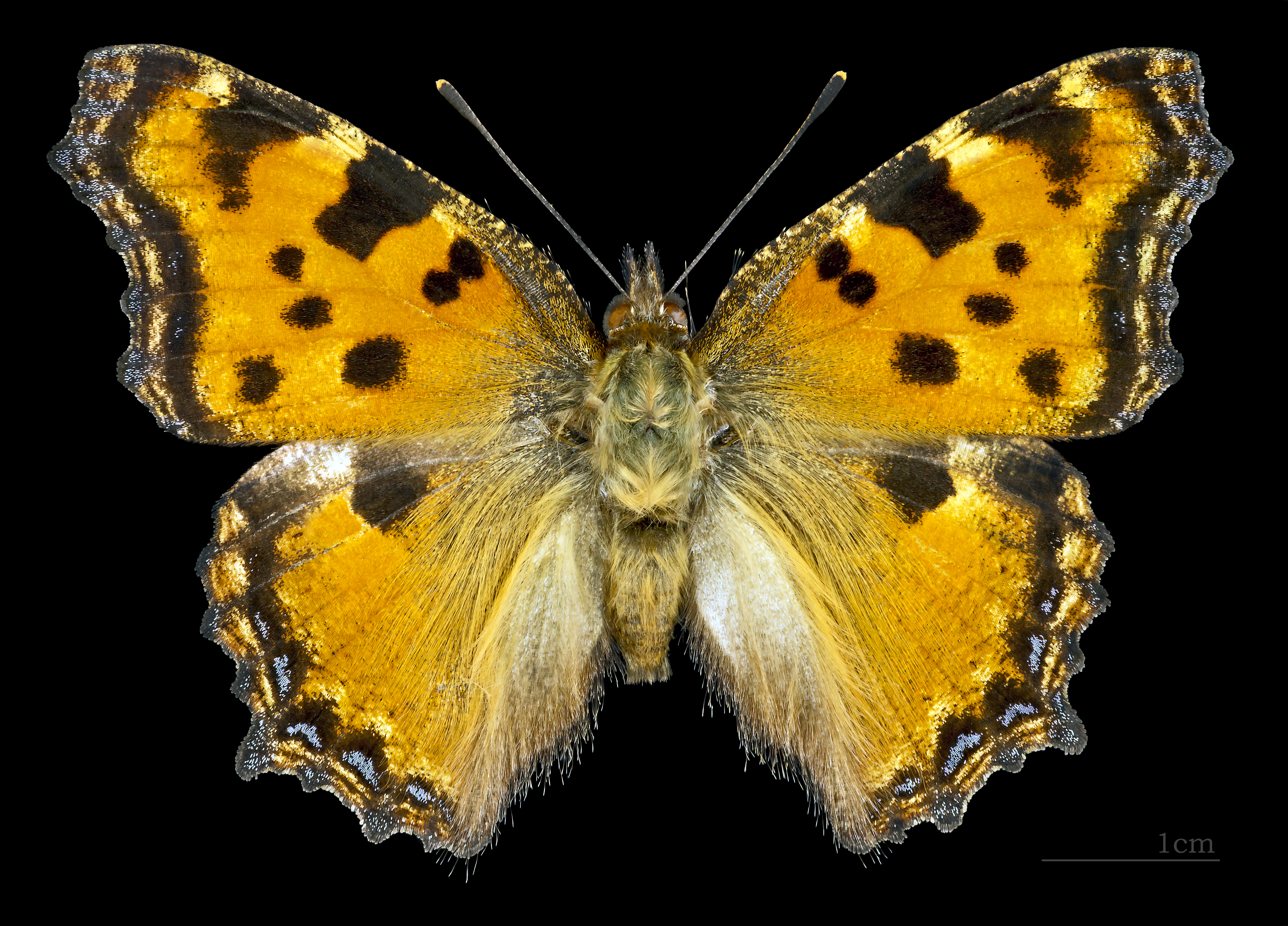
Maschio, vista dorsale
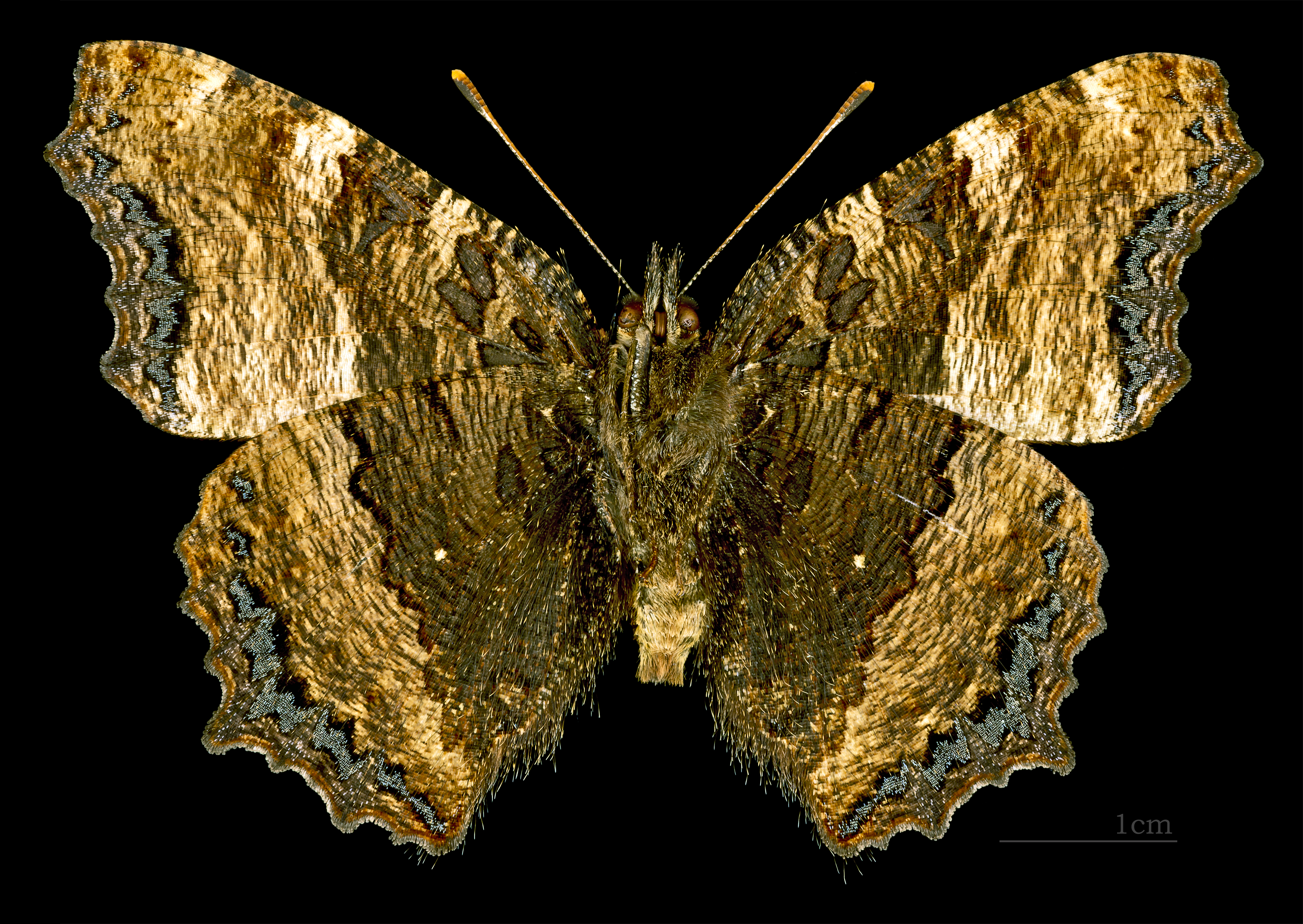
Maschio, vista ventrale

## Biologia

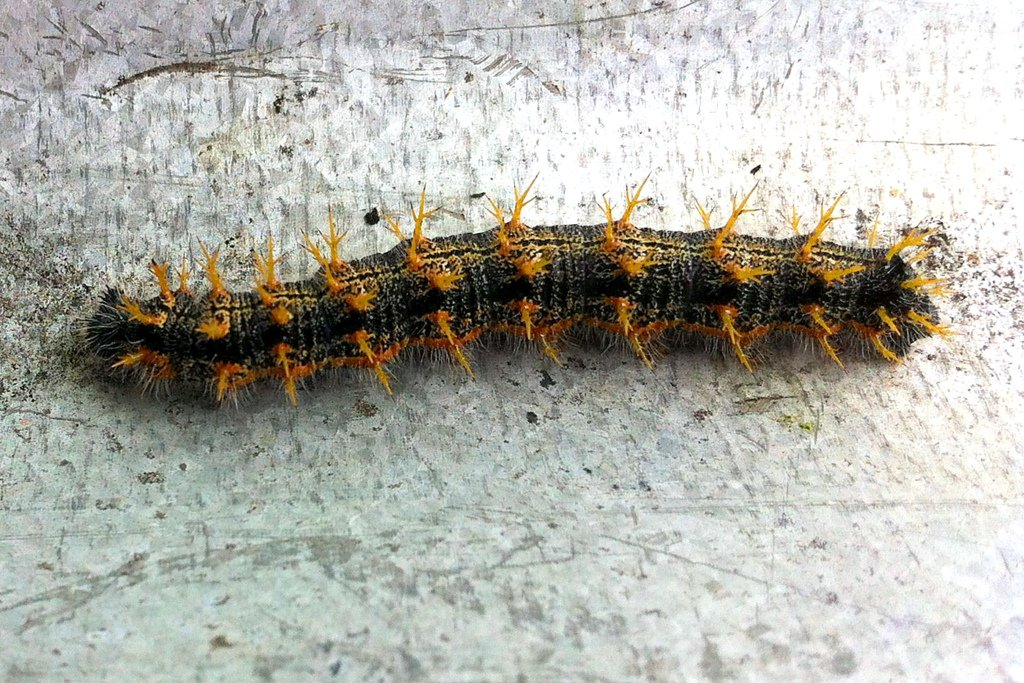
Bruco di Nymphalis polychloros

Gli esemplari adulti passano gli inverni in posti bui e secchi, come tronchi d'albero o abitazioni. A fine Febbraio o inizio Marzo le farfalle escono per accoppiarsi. Le femmine depositano le loro uova verde pallido sui rami più alti di olmi, salici (Salix caprea e Salix viminalis), peri (alberi del genere Pyrus), meli, sorbi, arbusti del genere Crataegus, pioppi, e diversi alberi del genere Prunus.
I bruchi (larve) sono gregari, e banchettano in genere con i rami dove nascono. Sembrano essere piuttosto indifesi dagli uccelli che li predano. È possibile che il loro declino ed estinzione nelle isole britanniche (fine anni '70) sia stato dovuto alla perdita di prede degli uccelli predatori, che in precedenza avevano predato uccelli più piccoli sulla cima di questi alberi.
La larva in stadio avanzato tesse una cinta di seta intorno a un ramoscello più basso dell'albero, e vi si appende dalla sua parte posteriore, per iniziare la metamorfosi. La crisalide (pupa) è marrone grigiastro con dei vaghi riflessi argentei. La specie è univoltina, questo vuol dire che compie una generazione l'anno. In luglio e agosto vanno alla ricerca di alimenti ricchi di zuccheri, in particolare la linfa degli alberi e la frutta in fermentazione.

## Distribuzione e habitat
Questa specie si trova nella maggior parte d'Europa, nord Africa, e Asia occidentale. La specie è estremamente rara in Gran Bretagna, anche se in passato diffusa ovunque in Inghilterra e Galles. La maggior parte delle specie avvistate in Gran Bretagna vi sono state probabilmente introdotte accidentalmente. Queste farfalle popolano principalmente i boschi e le aree rurali.

## Tassonomia
Sono note le seguenti sottospecie:
- Nymphalis polychloros polychloros
- Nymphalis polychloros erythromelas (Austaut, 1885) – Algeria e Marocco